# Christophe Leroy
Pour les articles homonymes, voir Leroy (patronyme).
Christophe Leroy, né le 30 janvier 1964 à Coutances en Normandie, est un chef de cuisine français.

## Biographie
Christophe Leroy naît le 30 janvier 1964 à Coutances,. Troisième d'une fratrie de cinq enfants, ses parents sont agriculteurs à Montpinchon.
À la fin des années 1970, il apprend le métier auprès du chef Claude François dans sa région natale, la Normandie, puis il rejoint les cuisines d’Alain Ducasse et d’Alain Senderens. Il intègre ensuite l'hôtel le Crillon à Paris et l’hôtel de la Poste (Avallon). À 24 ans, il est aux commandes des cuisines de l’hôtel Château de la Messardière à Saint-Tropez, et y organise, en 1990, le repas de mariage du chanteur Johnny Hallyday avec Adeline Blondieau.
En 1990, le guide Gault et Millau lui décerne la Clef d’Or de la gastronomie.
Il ouvre en 1992 à Saint-Tropez La Table du marché, puis en 1998, il achète une ancienne bastide située au milieu des vignes de Ramatuelle. Il la rénove, et crée Les Moulins de Ramatuelle, un restaurant gastronomique où il organise des soirées au décor éphémère, dont la fameuse « Soirée Blanche » en souvenir d'Eddie Barclay. 
Il reprend en 2000 à Avoriaz l'hôtel les Dromonts et la « Table du Marché », version savoyarde, puis il installe en 2004 à Marrakech une troisième «Table du Marché » dans l'hôtel Hivernage & Spa. Durant les Jeux olympiques d'été de 2012 à Londres, Christophe Leroy accompagne la présentatrice Louise Ekland sur France 2 et France 3. Ensemble, ils sillonnent la capitale anglaise à bord du « bus londonien » de France Télévision. La même année, il publie chez Sélection du Reader's Digest Mes meilleures recettes, une collection de livres de recettes.
En 2015, Christophe Leroy est le chef français le plus implanté au Maroc.
En février 2017 les deux restaurants qu’il possède dans le golfe de Saint-Tropez, parmi lesquels Les Moulins de Ramatuelle, sont mis en liquidation judiciaire. 
Pamela Anderson collabore avec lui dans un restaurant puis met un terme à cette collaboration quelques jours après l'ouverture de l'établissement. Christophe Leroy avait promis à Pamela 15 000 euros pour ramener ses amis de la jet-set ; elle s'est rendu compte que nombre de fournisseurs et d’employés du chef connaissaient un sort similaire. Elle écrit sur Instagram le 11 juillet « Je ne peux pas fermer les yeux sur le mauvais traitement du personnel ni sur le manque de respect total ».
Hospitalisé en août 2017, il aurait tenté de mettre fin à ses jours.
En juillet 2018, il propose un poste de cuisinier à Mickaël Blanc, incarcéré pendant 19 ans en Indonésie, pour trafic de drogue.
Durant la pandémie de Covid-19, après la diffusion dans Le 19:45 sur M6 d'un reportage sur des dîners clandestins se tenant dans des lieux privés à Paris, Arrêt sur images révèle l'existence d'un business club dont Christophe Leroy est le gérant. D'après cette enquête de Pauline Bock, les dîners ont lieu au palais Vivienne, propriété de l'homme d'affaires Pierre-Jean Chalençon. Le 14 mars 2021, le chef cuisinier publie sur Instagram une photographie en compagnie de l'homme d'affaires, qui invite à participer « à un moment d'exception au Palais Vivienne le 1er avril pour un dîner-soirée, à partir de 17h45 autour d'un menu caviar et champagne ». Le dressage de ses assiettes fait l'objet de moqueries sur les réseaux sociaux.
Le port du masque est également interdit dans ces dîners. Interrogée par Anaïs Condomines, journaliste de la rubrique CheckNews de Libération, la police judiciaire indique avoir été saisie par le procureur de la République de Paris pour mise en danger d’autrui et travail dissimulé.
Début septembre 2021, Christophe Leroy comparaît devant le tribunal de Draguignan pour des faits présumés de banqueroute et de travail dissimulé. Le procureur requiert trois ans d'emprisonnement avec sursis, une obligation de rembourser ses victimes, une amende de 10 000 euros et une interdiction de gérer une entreprise pendant dix ans. Christophe Leroy « reconnaît et assume » ses erreurs en attendant le verdict du tribunal.

## Publications
- Super Brunch !, avec Isabelle Rozenbaum, 2005[17].
- Ma cuisine marocaine, 2007, avec Monique Delanoue-Paynot
- Barbecue plancha, 2012
- Pâtes, 2012
- Poisson, 2012
- Tartes crumbles, 2012
- Soupes veloutés, 2013
- Apéro, 2013
- Chocolat, 2013
- Volaille gibier, 2013
- Œufs, 2013